# 火目の巫女
『火目の巫女』（ひめのみこ）は、杉井光による日本のライトノベル。イラストはかわぎしけいたろうが担当している。電撃文庫（メディアワークス）より2006年2月から同年8月まで全3巻が刊行された。「第12回電撃小説大賞」銀賞を受賞している。
「化生」と呼ばれる怪物に対抗できる存在「火目」の候補「御明かし」となった少女たちの物語。

## 登場人物
伊月
主人公。18歳。火目を目指していたが、その後化生と戦う火護衆「と」組になる。左脇腹（？）に火目式がある。
巻ノ三でその身に火草虫から火之神こと観宮呼火命（別名、ヨビ）の二つ名を賜り、ヨビを宿したが生きている。
佳乃
元は御明かし。盲目だったが大火の際に光を取り戻す。両方の瞳と耳、うなじに火目式がある。
父親は化生で父親が火の血の中から生み出した天狼。その後は火護衆「し」組頭領になる。18歳。
豊日
帝。「い」組頭領。伊月を幼い頃助けた。不老不死。
常和
伊月と同時期の御明かしだったが、現在は火目になった。12歳で火目となった。右鎖骨下（？）に火目式がある。
双葉
監獄に入れられていた時の佳乃の世話係。時子が化生堕ちした変事の時に死亡。首の真後ろに火目式がある。
双葉によると伊月と佳乃、常和の三人は式が強いらしく、誰が烽火楼を賜ってもおかしくなかったらしい。
茜
伊月と常和が御明かしの頃に化生から助けた。その後御明かしになる。12歳。額に火目式がある。
豊日によると霞に似ているらしい。降臨して来た火之神の柱役だった。
千木良
常和と茜の弓の師匠。長谷部の者。佳乃と同じく化生である天狼が父親。右手の甲に火目式がある。
天狼を作り出す技術は弓削が長谷部から盗んだものらしい。降臨の手引きをしていて、化生堕ちをしていた。
桐葉
茜と同期の御明かし。大火の際に母親を亡くす。右のお尻（？）に火目式がある（本人が気にしている）。
火垂苑で最初に虫に憑かれた。伊月によると茜と同じくらい式が強いらしい。
時子
常和の先代の火目。降楼した火目に行う「廃火の儀」の際化生堕ちし、火垂苑等に甚大な被害をもたらした。

## 用語
火目式
体のどこかにある五角形に並んだ痣。力の源。
火目
火目式を持った者の中で一番力が強く、火之神が降臨してくる者。烽火楼という建物の頂上に祀られている存在。しかし実際は、火之神が降臨して来る際に体がもたないため、魂を抜くために殺されてしまう。

## 既刊一覧
- 杉井光（著）・かわぎしけいたろう（イラスト） 『火目の巫女』 メディアワークス〈電撃文庫〉、全3巻
  1. 2006年2月10日発売[2]、ISBN 4-8402-3303-9
  2. 2006年5月10日発売[3]、ISBN 4-8402-3436-1
  3. 2006年8月10日発売[4]、ISBN 4-8402-3522-8